# 電磁ポンプ
電磁ポンプ (Electromagnetic pump) とは、液体金属などの導電性液体を電磁気学的な力により移送するポンプである。液体の移送方向に対して直角に磁場をかけ、電流を流したときに液体に生じるローレンツ力を利用する。 

## 動作原理

電磁ポンプの概略図

導体を流れる電流 (I) の周囲には常に磁界 (brc) が生じる。ここで、導体に外部磁界 (Bap) をかけると、導体は I および Bap のそれぞれに対して垂直な方向にローレンツ力が生じる (フレミングの左手の法則)。 これは、電流によって生じた磁界と、外部から印加された磁界が同じ向きに整列しようとするためである。  
電磁ポンプは導電性液体の輸送にこの原理を応用したものである。図のように2つの永久磁石を対向させ、磁界 Bap を生成する。管内に導電性液体を満たし、電流密度 J の電流を流すと、導電性液体を流れる電流は「反応磁界 (brc)」を生じる。このとき、導電性液体を流れる電流によって生じる磁界は外部磁界と整列しようとするが、これは電流の流れる方向、すなわち電子の流れる方向を変える方向に力が生じることを意味する。この力により導電性液体を移送するのが電磁ポンプである。

## 用途
液体金属冷却炉や溶融塩原子炉など、漏洩リスクが非常に大きかったり腐食性の強い液体を循環させる必要がある用途で、液体の導電性を利用することで流路外への貫通部や可動部品を排した構造にできる。 
海水も導電性液体であることを利用し、電磁ポンプのメカニズムで海水を直接駆動して推進力を得る電磁推進船も考えられており、1990年代初頭に実験船ヤマト1が実証航行に成功した。